# Hogland

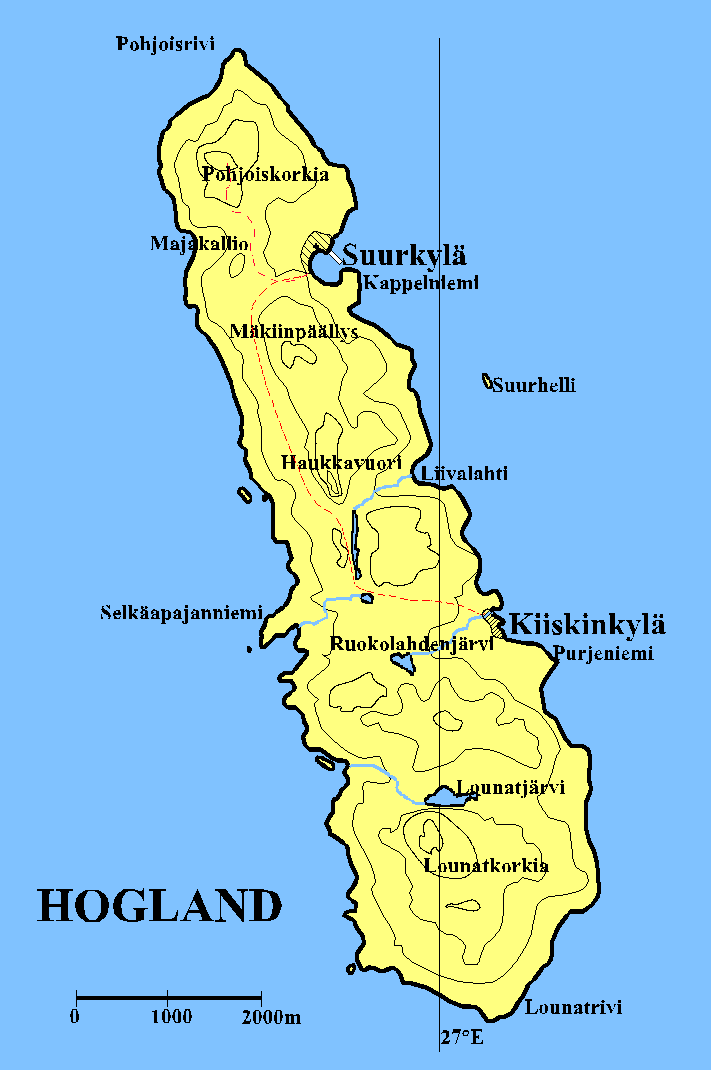
Mapa de Hogland. Equidistância das curvas de nível: 30m.

Hogland (em russo:  Гогланд, em finlandês:  Suursaari, em sueco:  Hogland, em estoniano:  Suursaar, em alemão:  Hochland) é uma ilha no Golfo da Finlândia no Mar Báltico, localizada 180 km a oeste de São Petersburgo e 35 km afastada da costa da Finlândia (junto a Kotka). A ilha é parte do Óblast de Leningrado, Rússia. A área de Hogland é de cerca de 21 km² e o seu ponto mais elevado atinge os 173 m.

## História
Hogland foi habitada por finlandeses pelo menos desde o século XVI. Durante a Grande Guerra do Norte, uma batalha naval em 22 de Julho de 1713 ocorreu próxima da ilha. Também a Batalha de Hogland entre a armada russa e a armada sueca ocorreu perto da ilha em 1788.
Depois da Guerra Finlandesa, Hogland passou para o Império Russo, embora integrada no recém-criado Grão-ducado da Finlândia que obteve independência da Rússia em 1917. A maior parte da população da ilha vivia em duas aldeias de pescadores administradas por Viipuri (Vyborg).
Durante a Guerra de Inverno, os habitantes foram evacuados, e a ilha caiu em mãos soviéticas. Desde aí, a aldeia de lenhadores, Suurkylä (em russo: Суркюля, Surkyulya), foi arrasada e substituída por edifícios modernos, possivelmente para um kolkhoz piscícola, e algumas instalações militares. Hoje há cerca de 50 pessoas a habitar a ilha, e a pesca é feita apenas como actividade de recreio.
No fim da guerra, depois da Finlândia ter feito a paz com a URSS, os alemães tentaram invadir a ilha na Operação Tanne Ost. AS tropas finlandesas impediram essa invasão e a Alemanha perdeu metade das suas forças como prisioneiros de guerra. Pouco depois, a ilha voltou ao controlo soviético.

## Marcos
A ilha é famosa pela paisagem montanhosa, e inclui cinco lagos. Desde 1826, a colina Mäkiinpäällys tem dois pontos do Arco Geodésico de Struve. Ao largo há vestígios de muitos naufrágios. A tripulação do clipper de três mastros "Amerika", que afundou perto da ilha em Outubro de 1856, está enterrada no antigo cemitério finlandês. O primeiro farol da ilha foi construído em 1807, mas o mais antigo ainda a funcionar é de 1904. O turismo em Hogland tem vindo a crescer em importância, com a maior parte das visitas a vir de São Petersburgo, e menos da Finlândia.
Em 2006, as autoridades russas declararam Hogland como 'área de fronteira' o que significa que cidadãos não-russos não são autorizados a visitar a ilha sem permissão especial. Isto limita o turismo do estrangeiro a pequenos grupos, um de cada vez, e torna a preparação da viagem muito burocrática.
Hogland é também conhecida por ser o local onde os primeiros contactos de rádio foram feitos, em 6 de Fevereiro de 1900, sob supervisão de Alexander Popov. Todavia, a data precisa e os pormenores deste evento variam consoante as fontes